# Pakur
Pakur è una suddivisione dell'India, classificata come municipality, di 36.014 abitanti, capoluogo del distretto di Pakur, nello stato federato del Jharkhand. In base al numero di abitanti la città rientra nella classe III (da 20.000 a 49.999 persone).

## Geografia fisica
La città è situata a 24° 37' 39 N e 87° 51' 18 E.

## Società

### Evoluzione demografica
Al censimento del 2001 la popolazione di Pakur assommava a 36.014 persone, delle quali 18.963 maschi e 17.051 femmine. I bambini di età inferiore o uguale ai sei anni assommavano a 5.790, dei quali 2.923 maschi e 2.867 femmine. Infine, coloro che erano in grado di saper almeno leggere e scrivere erano 21.941, dei quali 12.612 maschi e 9.329 femmine.